# Raschid Diab

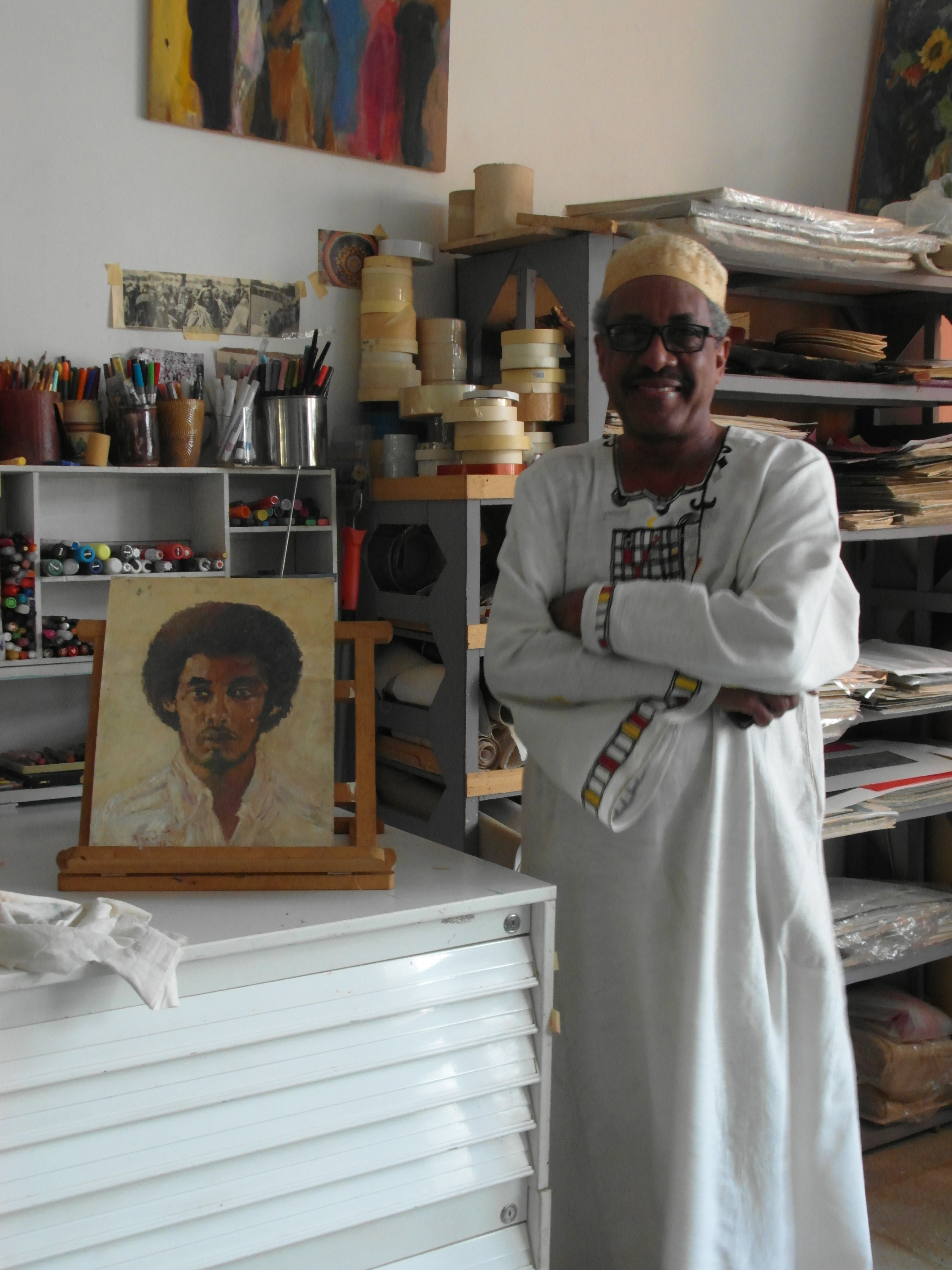
Diab 2015 in seinem Khartumer Studio neben einem frühen Selbstporträt.

Raschid Diab (راشد دياب; * 1957 in Wad Madani, Sudan) ist ein sudanesischer Maler, Designer und Kunsthistoriker.

## Leben und Werk
Diab studierte Bildende Kunst am College für Schöne und Angewandte Künste in Khartum und danach an der Universität Complutense in Madrid. 1991 schrieb er dort seine Dissertation mit dem Titel „Die Philosophie der sudanesischen Kunst“.
Im Jahr 1999 kehrte Diab nach Khartum zurück, arbeitete dort als freier Maler und gründete 2006 das Rashid Diab Arts Center in Khartum. Aufgrund des Kriegs im Sudan musste er 2023 in seine frühere Heimat in Madrid flüchten. Im Frühjahr 2024 wurden dort seine Werke in einer Ausstellung sudanesischer Malerei erneut gezeigt.
Zusammen mit der jordanischen Kunsthistorikerin Wijdan Ali schrieb Diab eine Übersicht zur modernen Kunst im Sudan für die den Sammelband Contemporary Art from the Islamic World (1989). 2009 veröffentlichte er weiterhin mit dem früheren deutschen Botschafter im Sudan und Kunsthistoriker Werner Daum eine Studie zum selben Thema, in der auch sein eigenes Werk dargestellt ist.
Die Encyclopedia of African History beschrieb Diabs Stil als Beispiel für die Generation von Malern, die auf Künstler aus der Schule von Khartum wie Ibrahim El-Salahi folgten, und dabei eine universelle Ästhetik entwickelten, die westliche, afrikanische und islamische Einflüsse vereinte und eine kulturelle Identität im globalen Kontext ausdrücken.
Seine Werke wurden international ausgestellt, unter anderem in Jordanien, Südkorea und Spanien.